# Holden Caulfield
Pour les articles homonymes, voir Holden et Caulfield.
Holden Caulfield est un personnage de fiction, créé par l'écrivain américain J. D. Salinger. Devenu populaire avec le roman L'Attrape-cœurs (The Catcher in the Rye) paru en 1951, il est considéré comme l'un des personnages les plus marquants de la littérature du XXe siècle. 
Holden Caulfield, adolescent tourmenté, est encore aujourd’hui une icône de la rébellion pour des millions de lecteurs à travers le monde. 

## Apparition du personnage
Le personnage apparaît pour la première fois sous le nom d'Holden Morrisey Caulfield dans une nouvelle inédite de Salinger intitulée I'm Crazy écrite en 1942 et publiée pour la première fois le 22 décembre 1945 dans le magazine américain Collier's. Il figure ensuite dans la nouvelle Slight Rebellion off Madison, parue le 21 décembre 1946 dans le New Yorker.

## DansL'Attrape-cœurs
Quelques jours avant Noël, Holden Caulfield s'enfuit de son lycée après avoir été renvoyé et erre désespérément seul dans la ville de New York. Il réfléchit durant sa fugue au sens de la vie et aux raisons qui le poussent à agir ainsi. 

## Caractère du personnage
Holden Caulfield est un adolescent de dix-sept ans, bien qu'il relate dans l'ouvrage des évènements survenus lorsqu'il avait seize ans. Il est simplement décrit comme "mesurant 1 mètre 88 et ayant des cheveux gris". Les caractéristiques principales retenues dans les œuvres graphiques incluant ce personnage restent pourtant sa casquette de chasse rouge et son habitude de fumer. Il est mélancolique et solitaire, bien qu'ayant parfois des accès de colère et des attitudes irréfléchies et impulsives. Holden est également montré comme imaginatif et pensif, et passe une grande partie de l'histoire à décrire au lecteur ses rêves et ses impressions au travers de longues métaphores. Son caractère immature et sa manière familière de s'exprimer sont les seules choses qui rappellent sa jeunesse.

## Controverse
L'Attrape-cœurs était le livre préféré de Mark David Chapman, l'assassin de John Lennon. Il avait sur lui un exemplaire du roman le jour du meurtre. Après avoir tiré sur Lennon, il aurait déclaré à la police : « Je suis sûr que la plus grande partie de moi-même est Holden Caulfield. L'autre doit être le diable. »

## Culture populaire
Les références à Holden Caulfield sont nombreuses et variées dans la culture populaire.

### Musique
- Le groupe français Indochine a rendu hommage à Salinger dans sa chanson Des Fleurs pour Salinger[1] de l'album Le Baiser en 1990. Le groupe inclut dans sa chanson un extrait de L'Attrape-cœurs : « Je ferais semblant d’être sourd-muet et j’épouserais cette fille sourde et muette. On vivra près d’un ruisseau, près des bois mais pas dans les bois... »
- Une chanson intitulée Who Wrote Holden Caulfield? (Qui a écrit Holden Caulfield ?) se trouve sur l'album Kerplunk (1992) du groupe punk rock américain Green Day. Le chanteur du groupe, Billie Joe Armstrong, a déjà cité The Catcher in the Rye comme son livre préféré et estime qu'Holden Caulfield était un punk avant même que le mot n'existe.
- Dans les années 1990, il existait un groupe de rock alternatif aux États-Unis qui s'appelait The Caulfields.
- Le groupe Screeching Weasel a enregistré un titre intitulé I Wrote Holden Caulfield.
- Le groupe de pop rock français Holden est une référence à ce personnage.
- En 2001, le groupe américain The Ataris utilise les dernières paroles prononcées par Holden Caulfield à la fin de la chanson If You Want To Hear About It.
- Le groupe de ska punk américain Streetlight Manifesto fait référence à Holden Caulfield dans le titre Here's to life.
- En 2007, le groupe de musique électronique allemand Bodi Bill a sorti le morceau I like Holden Caufield.

### Films et séries télévisées
- Le personnage nommé Holden McNeil, joué par Ben Affleck, dans les films Méprise multiple et Jay et Bob contre-attaquent, est une référence à Holden Caufield.
- L'épisode 9 de la saison 6 de la série télévisée américaine Incorrigible Cory s'intitule Poetic License, An Ode To Holden Caufield.
- Dans le film Submarine, Oliver prête à Jordana plusieurs de ses livres préférés, dont The Catcher in the Rye.
- Dans le film The Good Girl, Holden Worther alias Tom Worther, interprété par Jake Gyllenhaal, avoue à Justine Last (interprétée par Jennifer Aniston) que son surnom est inspiré du personnage.
- Dans la série Riverdale, Jughead Jones est comparé à Holden Caufield par Veronica Lodge.

### Roman
- Le roman Star Wars Moisson rouge de Joe Schreiber devait contenir un personnage inspiré d'Holden Caulfield [2].
- Le roman Lent dehors de Philippe Djian fait référence à Holden Caulfield dans le premier extrait du journal d'Édith.